# Comenius
Jan Amos Komenský (em latim, Iohannes Amos Comenius; em português, João Amós Comênio; Nivnice, 28 de março de 1592 – Amesterdão, 15 de novembro de 1670) foi um bispo protestante da Igreja Morávia, educador, cientista e escritor checo. Como pedagogo, é considerado o fundador da didática moderna.

## Dados biográficos
Comenius nasceu em 28 de março de 1592, na cidade de Uherský Brod (ou Nivnitz), na Morávia, região da Europa Central que pertencia ao antigo Reino da Boémia e que hoje corresponde à parte oriental da República Checa. Viveu e estudou na Alemanha e na Polônia.
Foi o último bispo da Igreja Hussita e tornou-se um refugiado religioso. Foi um inovador e um dos primeiros defensores da universalidade da educação, conceito que defende em seu livro Didactica magna. Considerado o pai da educação moderna, aplicou um método de ensino mais efetivo, a partir dos conceitos mais simples para chegar aos mais abrangentes. Aconselhava o aprendizado contínuo, por toda a vida, e o desenvolvimento do pensamento lógico, em vez da simples memorização. Apoiava o acesso das crianças pobres e das mulheres à escola. Introduziu livros e textos escritos na língua nativa dos alunos, em vez de latim. Viveu em diversos países, incluindo a Suécia, a Comunidade Polaco-Lituana, a Transilvânia, o Sacro Império, a Inglaterra, os Países Baixos e o Reino da Hungria.
Era de família eslava e protestante, seguidora da Igreja dos Irmãos Morávios, baseada nas ideias do reformista boémio Jan Huss, estreitamente ligada às Sagradas Escrituras e defensora de uma vida humilde, simples e sem ostentação. Tal educação rígida e piedosa influenciou o espírito de Comenius e o despertou para os estudos teológicos.
Comenius perdeu os pais e as irmãs aos 12 anos e foi educado sem carinho, por uma família de seguidores da Igreja Morava. Sua educação não fugiu aos padrões da época: aprendeu a ler, a escrever e a contar, em um ambiente rígido, sombrio, onde a figura do professor dominava. As crianças eram tratadas como pequenos adultos. Os conteúdos escolares eram inquestionáveis; a rispidez no trato e o uso da palmatória eram a regra. Assim, o rigor da escola e a falta de carinho marcaram a vida do órfão Comenius a ponto de inspirar-lhe os princípios de uma didática revolucionária para sua época. Na Academia Herborn, na Alemanha, cursou teologia, adquirindo uma vasta cultura enciclopédica. Tornou-se pastor, tendo, ainda estudante, começado a escrever. Problemata Miscelanea e Syloge Questiorum Controversum foram suas primeiras obras.
Em Heidelberg, na Alemanha, aprimorou seus estudos de astronomia e matemática. Voltou à Morávia e se estabeleceu em Přerov, atuando no magistério, ansioso por colocar em prática suas ideias pedagógicas.
Modificaria radicalmente a forma de ensinar artes e ciências na sua escola, destacando-se como professor.

## Pastor e reformador
Ordenado pastor da igreja dos Morávios em 1616, aos 24 anos, mudou para Fulnek, capital da Morávia, onde se casou e teve filhos. Mas era região conturbada por rebelião nascida de disputas entre católicos e protestantes, estopim da Guerra dos Trinta anos. Os exércitos espanhóis, em 1621, invadiram e incendiaram Fulnek quase extinguindo a população. Comenius perdeu a família – mulher e dois filhos – na epidemia de peste que brotou, assim como sua biblioteca e seus escritos.
Mudou-se para Polônia em 1628, como a maioria dos Irmãos Morávios, fugindo da perseguição e se estabeleceu em Lezno, onde retomou à atividades de pastor e professor. Dedicou-se a escritos religiosos para ajudar a levantar o ânimo de seus irmãos de igreja. Sua fama crescia e ganhou simpatizantes na Inglaterra, onde permaneceu quase um ano. Visitou o reino da Suécia, contratado para promover a reforma do ensino, permanecendo seis anos. Ali se encontrou com René Descartes, que lá vivia sob a proteção da rainha Cristina.
Preocupado com um dos grandes problemas epistemológicos de seu tempo, o método, publicou em 1627 a Česká didaktika ('Didática tcheca'), obra pedagógica fundadora traduzida em latim sob o título de Didactica magna em 1638.
Em 1648, doente e desprestigiado entre os seus, estabeleceu-se em Amsterdã, onde se casou de novo em 1649 e retornou a seu trabalho como educador e reformador social. Prestigiado pelas autoridades neerlandesas, viu publicadas todas as suas obras pedagógicas, muitas já famosas.
Comenius morreu, famoso e prestigiado, a 15 de novembro de 1670 em Amsterdã tendo sempre lutado pela fraternidade entre os povos e as igrejas. Foi enterrado em Naarden, onde foi construído um mausoléu. Em 1956, a Conferência Internacional da UNESCO em Nova Delhi (Índia) decidiu a publicação de todas a sua obra e o apontou como um dos primeiros propagadores das ideias que inspiraram, quase 300 anos depois, a fundação da UNESCO.

## Pedagogia
O plano pedagógico de Comenius era fundamentalmente voltado às artes liberais, integrando conteúdo informacional com o raciocínio crítico. O que Comenius criticava era a aplicação do escolasticismo formal e estéril da Baixa Idade Média ao ensino de crianças e jovens. O currículo de Comenius separava a educação superior da educação pré-universitária de jovens e crianças, como já ocorriam nos collèges, grammar schools, escolas catedrais e studium generale desde o final da Idade Média. Segundo seu currículo, haveria o estudo disciplinas das artes liberais embutidas no nível equivalente ao ensino médio: a gramática, a física, a matemática, a ética, a dialética e retórica, além das línguas clássicas e modernas.
 ...que os escolásticos conservem para si a sua língua; nós agora pensamos apenas nos simples e no modo de os levar também a entender as artes liberais e as ciências. —  Comenius. Didática Magna. Capítulo XXIX 15.
O método que Comenius aplicou na Suécia logo surtiu efeitos. Utilizando o método de Comenius, partir de 1686, a alfabetização de todos os residentes da Suécia passou ser obrigatória. No começo do século XIX, já não havia, praticamente, analfabetismo naquele país.
Na Conferência What does liberal education offer the civil society?, realizada em Budapeste, 1996, Roger Martin, presidente do Moravian College (uma faculdade de artes liberais nos Estados Unidos), relembrou o papel de Comenius para desenvolver as artes liberais contemporâneas. Essa conferência marcou a reintrodução das artes liberais como programa de ensino superior na Europa.
A didática de Comenius soma ao conhecimento transmitido uma função utilitarista, para ser utilizada apenas para fins profissionais futuros, junto da formação da pessoa e do seu senso crítico. Para tal, sua didática é uma síntese de práticas, teorias e métodos anteriores. As ideias de educação universal, já postam em prática na Alemanha desde as reformas educacionais lideradas por Filipe Melâncton um século antes de Comenius, demonstravam surtir efeito – mesmo sob os reveses da Guerra dos Trinta Anos. A reestruturação curricular das artes liberais também anteriormente proposta por Pierre de la Ramée aproximava esse ideal educacional ao seu sentido original clássico da paideia de formação plena, removendo toda forma de disputações pedantes e conhecimento estéril em voga na Idade Média. A mudança do foco da didática do conteúdo para o método já vinha ocorrendo desde o Ratio Studiorum dos jesuítas. Também do Ratio Studiorum, Comenius aproveitou o ensino progressivo, introduzindo aos alunos temas simples e mais fáceis aos mais complexos. Entretanto, há inovações introduzidas por Comenius. Teoricamente, fundamentou o foco no método, a universalização do ensino, o caráter pleno da educação liberal. Na prática, propôs materiais e meios de lecionar para implantar sua proposta teórica.

## Obras publicadas

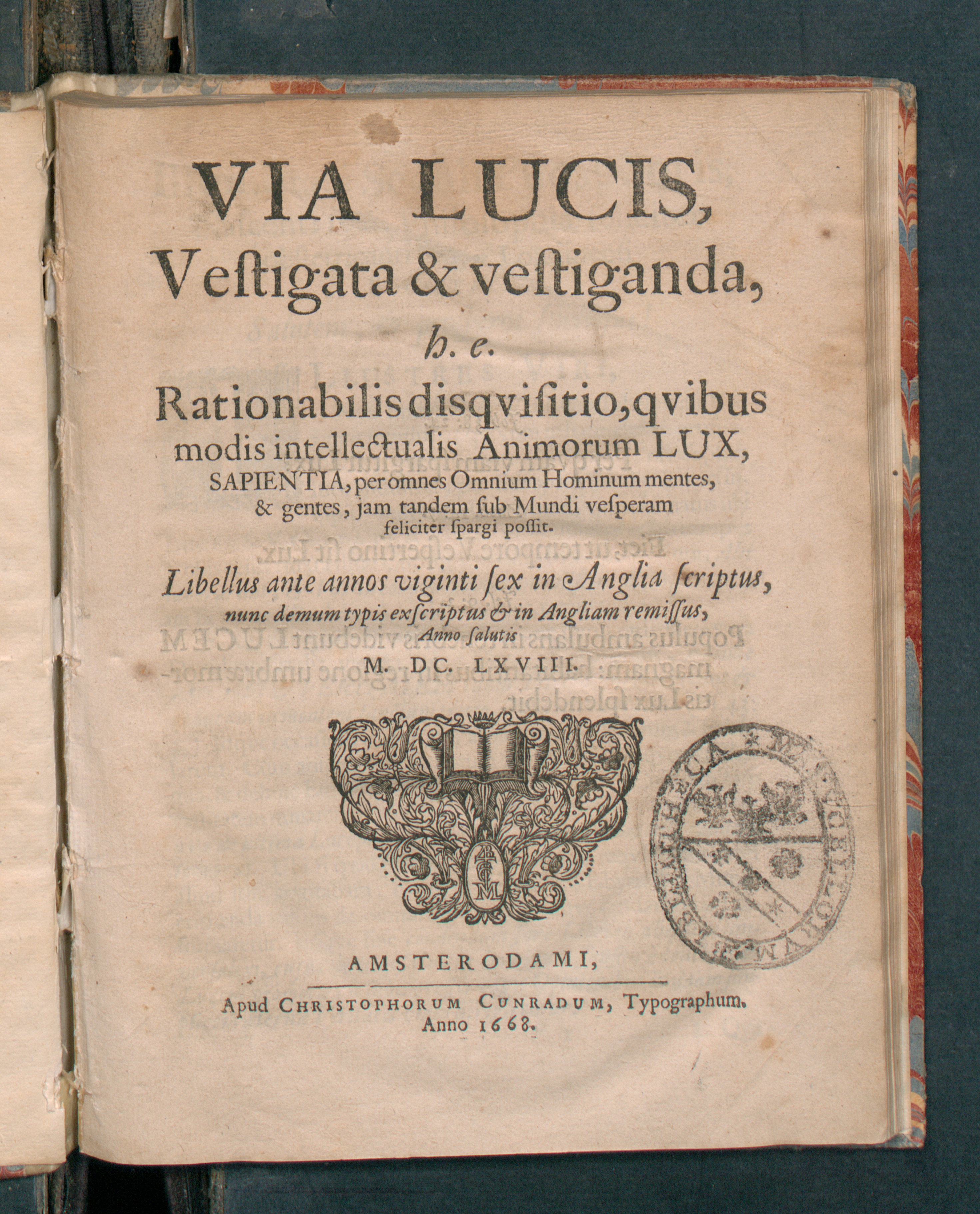
Via Lucis, 1668

Deixou mais de 200 obras, dentre as quais:
- Labirinto do Mundo (1623)
- Didática checa (1627)
- Schola Ludus (1630)

- Porta Aberta das Línguas (1631)
- Didactica Magna (versão latina da Didática checa) (1631)
- Novíssimo Método das Línguas (1647)
- Mundo Ilustrado (1651)
- Opera didactica omnia ab anno 1627 ad 1657 (1657)
- Consulta Universal Sobre o Melhoramento dos Negócios Humanos (1657)
- O Anjo da Paz (1667)
- A Única Coisa Necessária (1668)